# أقحوان
الأُقْحُوَانُ  أو ذهبي الزهر أو الداودي أو الداؤودي أو القُوقَحَان (الاسم العلمي: Chrysanthemum) هو جنس نباتي ينتمي إلى من الفصيلة النجمية. يضم حوالي 30 نوعاً من نباتات الزينة ذات الأهمية الاقتصادية.
هو نبات من فصيلة المركبات، وهي عشبة يبلغ ارتفاعها (50 ـ 120 سم) لها ساق مضلعة عارية وقليلة الفروع، والأوراق مجنحة ومسننة وتفوح منها رائحة تشبه رائحة الكافور عند هرسها، وأما الأزهار فمستديرة في وسطها رأس نصف كروي أصفر اللون يتكون من زيت طيار، مواد مرة.
في فرنسا توضع عالقبور وتعدّ زهرة الحزن وفي اليابان تستخدم لتزين الأعراس وتعدّ زهرة الفرح.
وحين يُزهر الأقحوان، تُجفّف أوراقه بهدف استخراج عنصر معروف بمزاياه الملطِّفة، لأنه غنيّ طبيعياً بمادة الستيرول النباتية، مركّبات نباتية قريبة من الكولستيرول الموجود في الجسم تتدخّل مباشرةً في عمليّة الدفاع عن البشرة عبر تنظيم آليات الالتهاب.

## من أنواعه
- أقحوان تاجي (باللاتينية: Chrysanthemum coronarium)
- أقحوان الذرة (باللاتينية: Chrysanthemum segetum)
- أقحوان زهر الغريب (باللاتينية: Chrysanthemum morifolium)
- أقحوان زهرة الذهب (باللاتينية: Chrysanthemum parthenium)
- أقحوان القطب الشمالي (باللاتينية: Chrysanthemum arcticum)
- أقحوان المحيط الهادئ (باللاتينية: Chrysanthemum pacificum)
- أقحوان هندي (باللاتينية: Chrysanthemum indicum)
- أقحوان ياباني (باللاتينية: Chrysanthemum  japonicum)
- أقحوان رمادي الورق (باللاتينية: Chrysanthemum cinerariaefolium)
- أقحوان قرمزي (باللاتينية: Chrysanthemum coccineum)

## معرض الصور

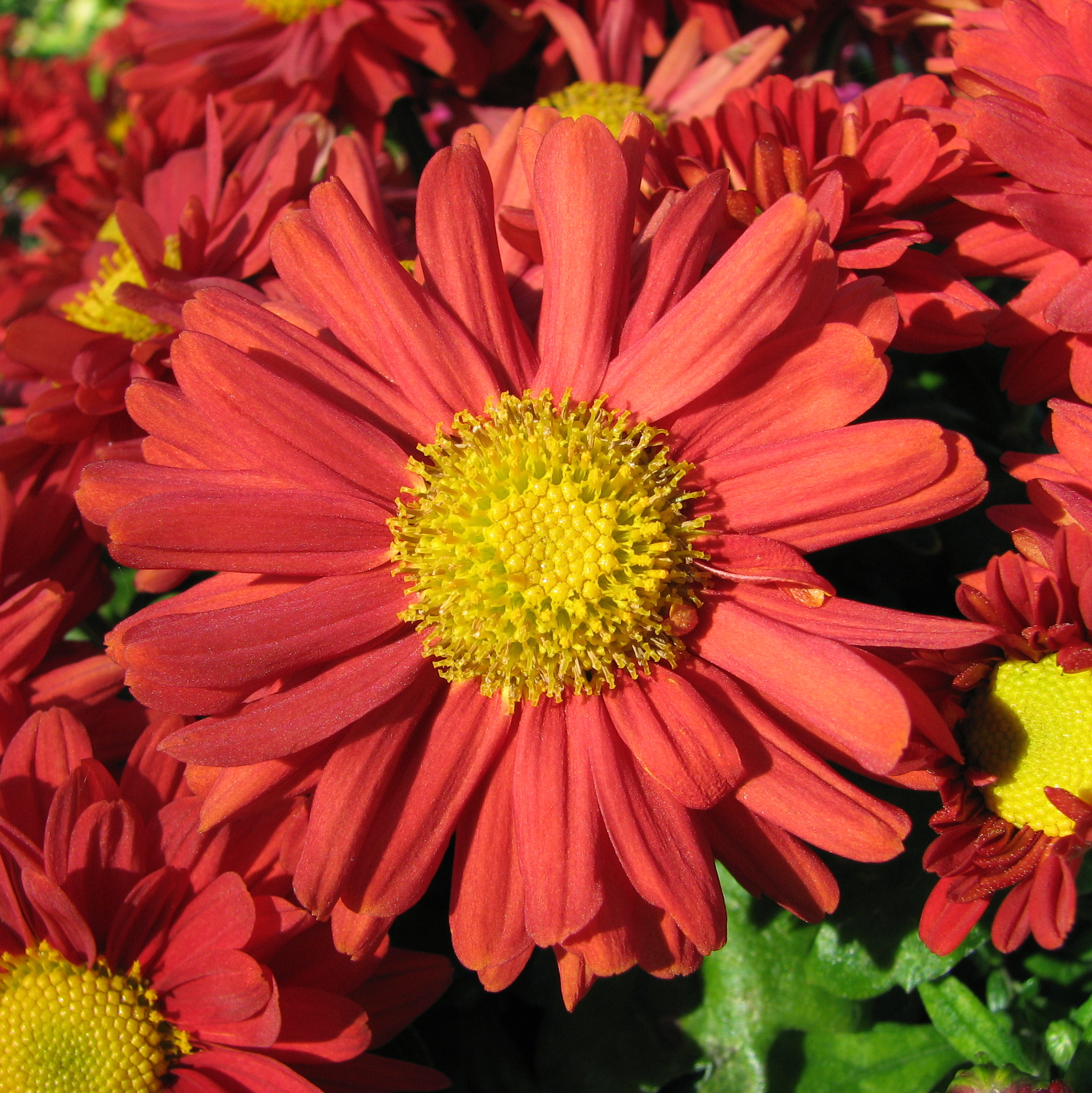
زهرة الأقحوان الأحمر
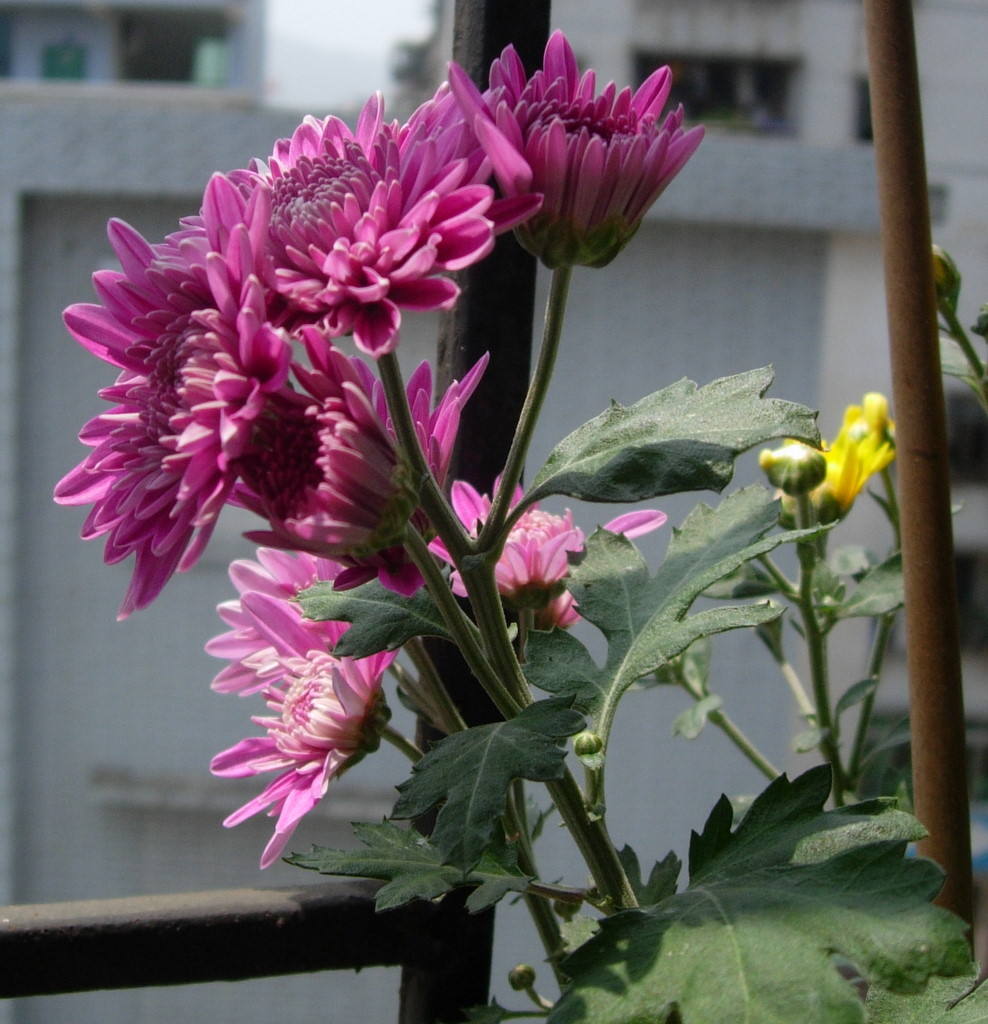
زهرة الأقحوان البنفسجية
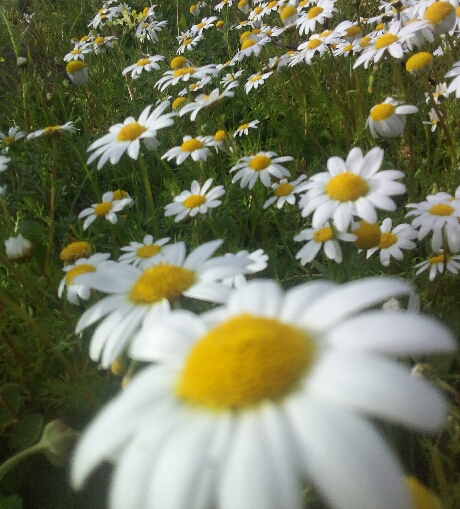
صورة لأقحوان طبيعي
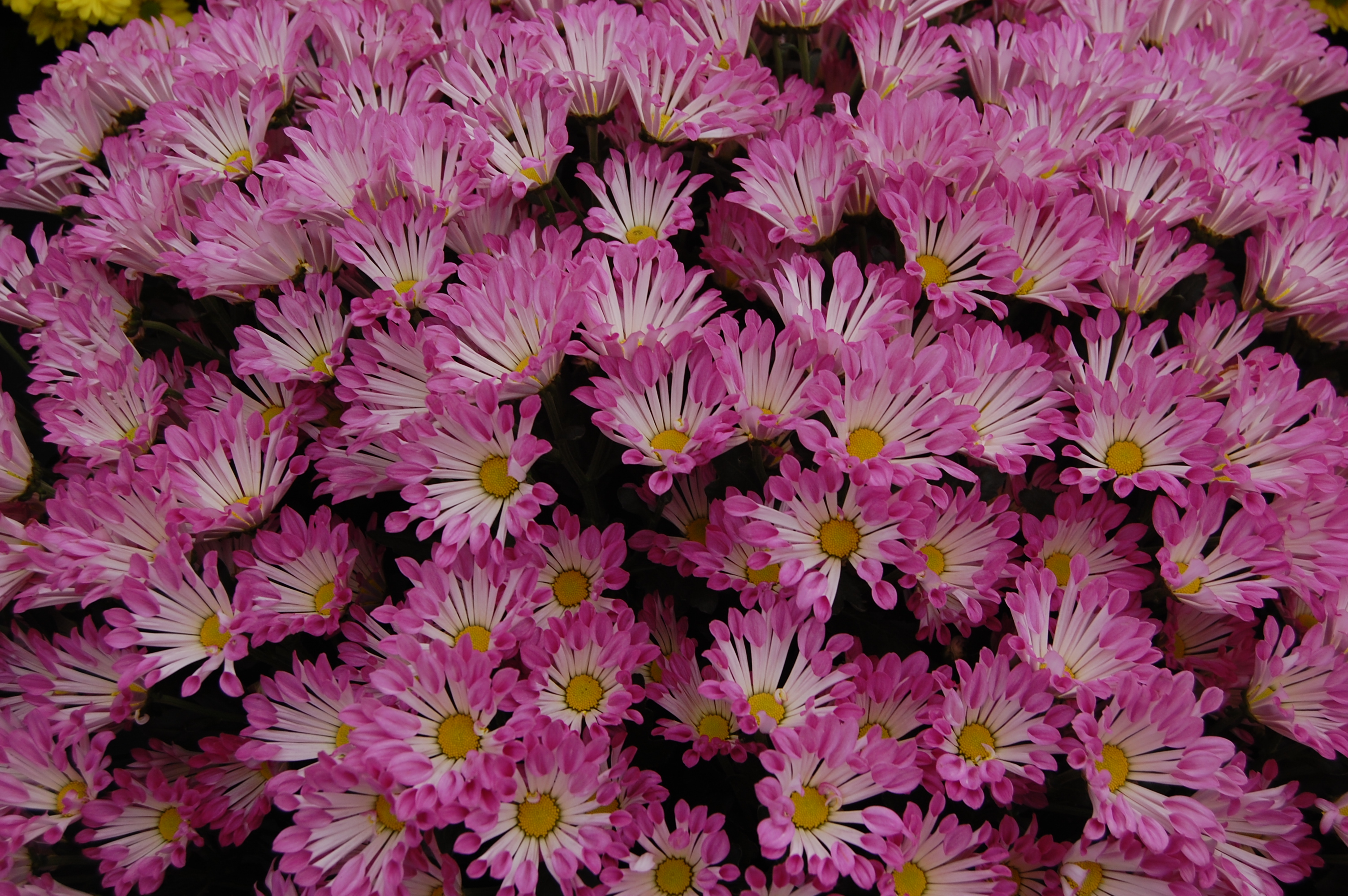
'Dance
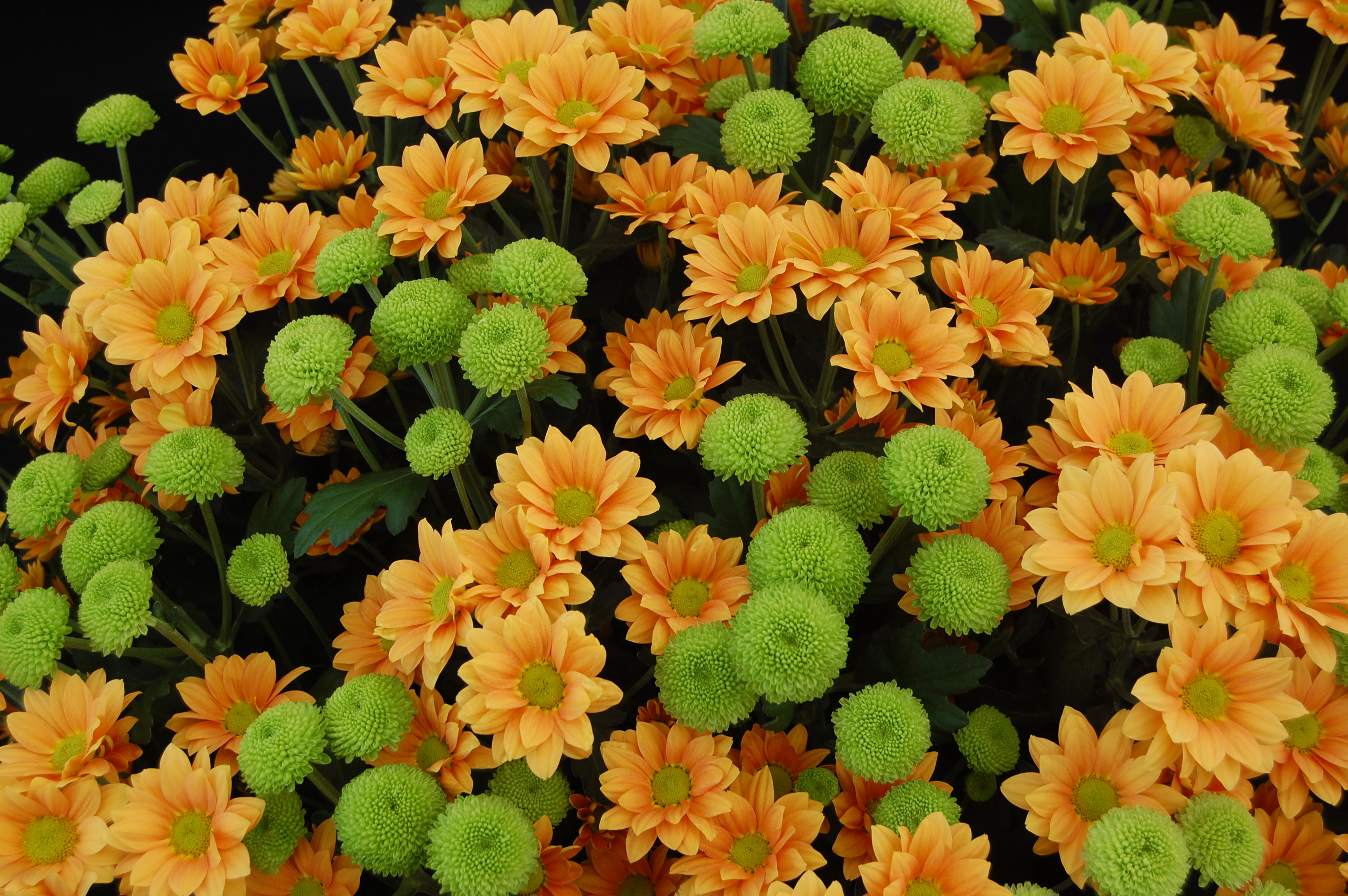
'Enbee Wedding Golden' & 'Feeling Green
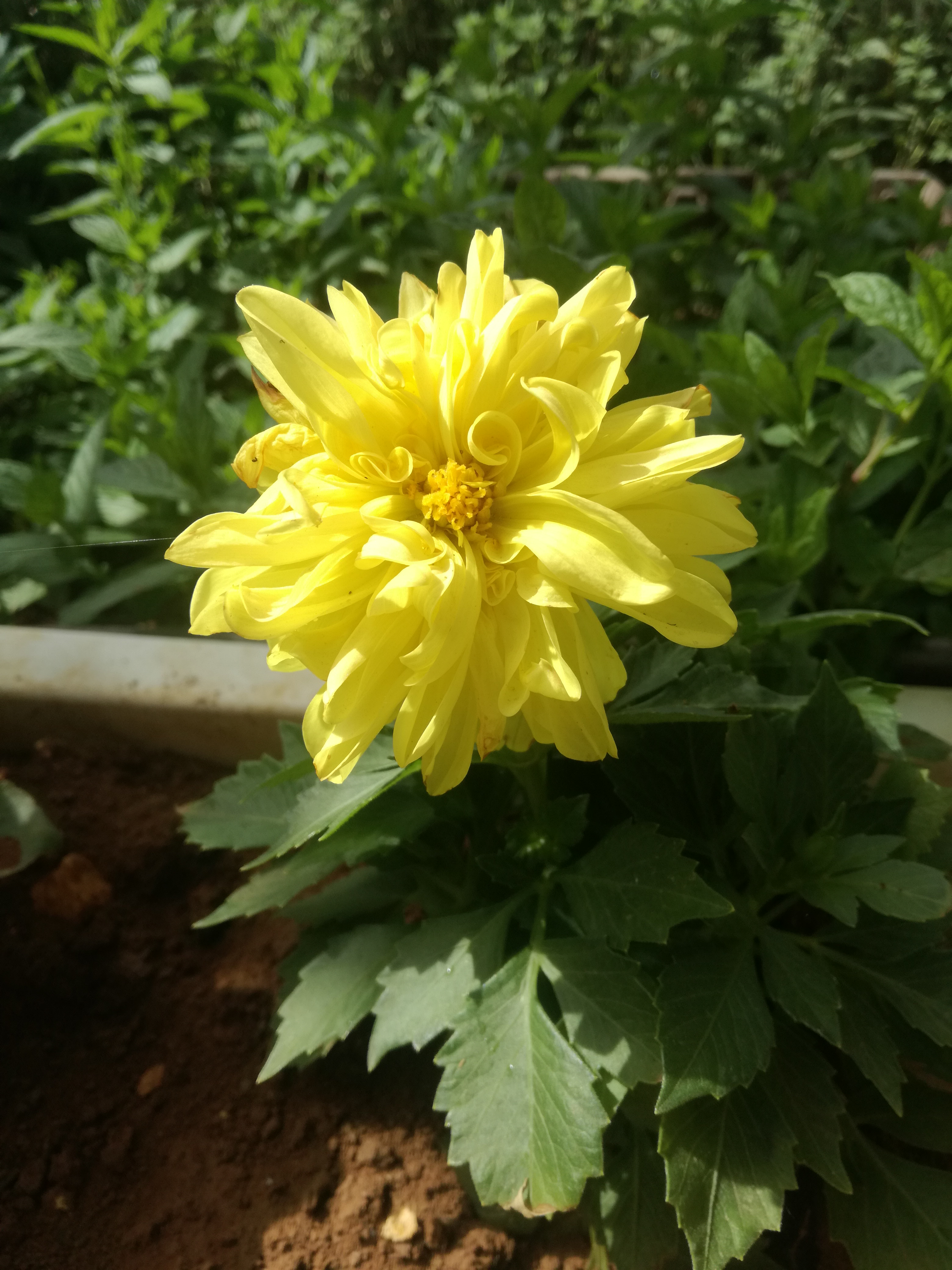
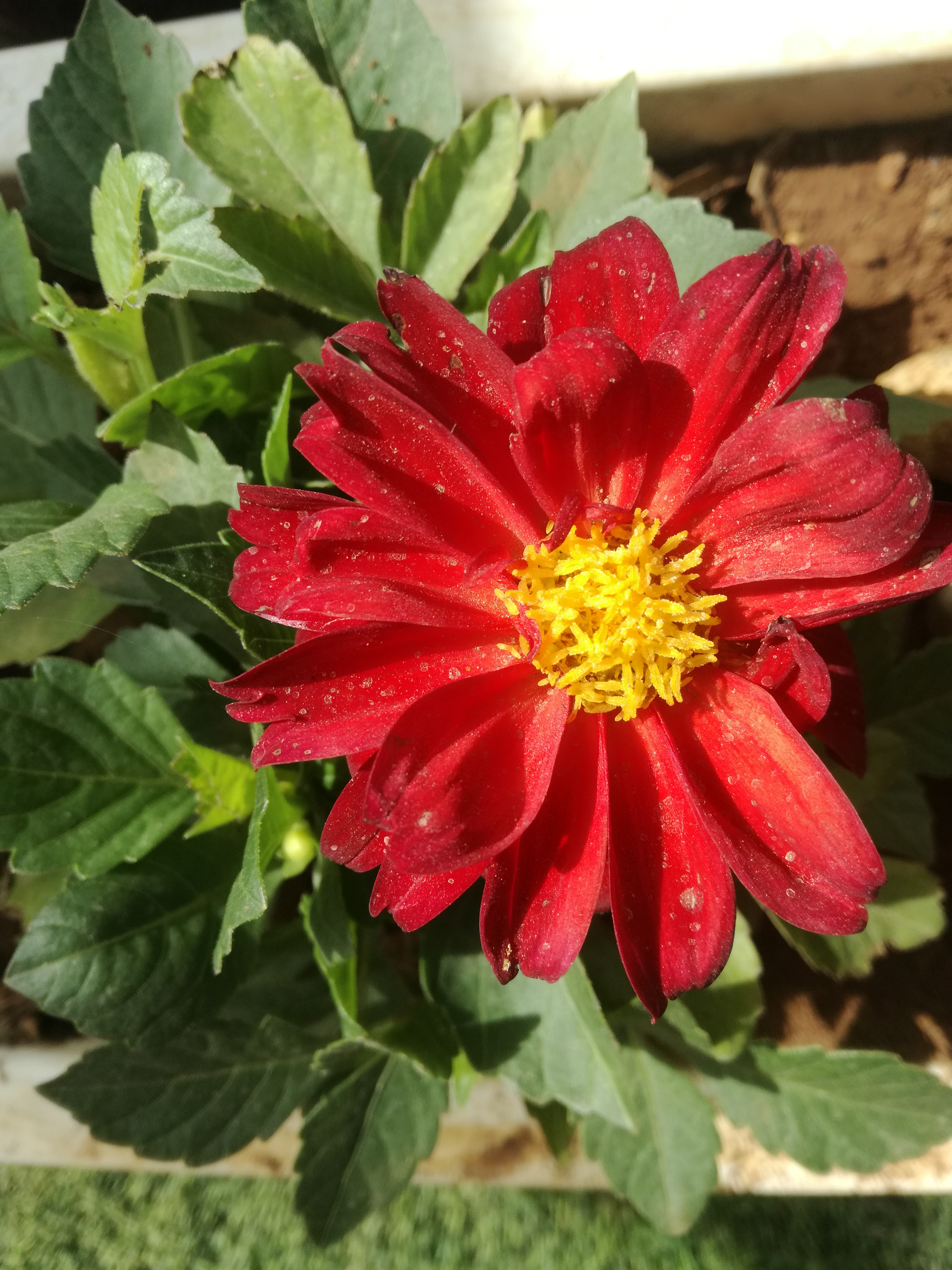